# هبة عبد الجواد
هبة عبد الجواد (مواليد 15 فبراير 1982 في الرياض، السعودية) هي سبّاحة إيقاعية أولمبية مصرية، شاركت في الأولمبياد مرتين، الأولى في دورة سيدني 2000 مع شقيقتها التوأم سارة عبد الجواد في منافسات زوجي السباحة الإيقاعية. والثانية في دورة أثينا 2004 في منافسات الزوجي أيضًا لكن مع داليا علام.

## المشاركة الأولمبية

### سيدني 2000
السباحة الإيقاعية — زوجي
- هبة عبد الجواد[1] وسارة عبد الجواد[4]
  - التصفيات — 70.266 نقطة (لم تتأهلا، المركز الـ20)

### أثينا 2004
| الرياضيّة/ات               | الحدث | عرض فني | عرض فني | عرض حر (التمهيدي) | عرض حر (التمهيدي)  | عرض حر (التمهيدي) | عرض حر (النهائي) | عرض حر (النهائي)   | عرض حر (النهائي) |
| الرياضيّة/ات               | الحدث | النقاط  | الترتيب | النقاط            | المجموع (فني + حر) | الترتيب           | النقاط           | المجموع (فني + حر) | الترتيب          |
| ------------------------- | ----- | ------- | ------- | ----------------- | ------------------ | ----------------- | ---------------- | ------------------ | ---------------- |
| هبة عبد الجواد داليا علام | زوجي  | 41.167  | 21      | 41.667            | 82.834             | 21                | لم تتأهلا        | لم تتأهلا          | لم تتأهلا        |

## روابط خارجية
- هبة عبد الجواد على موقع الاتحاد الدولي للسباحة (الإنجليزية)
- هبة عبد الجواد على موقع أوليمبيديا (الإنجليزية)